# هلیوپلیسی‌ها
هلیوپلیسی‌ها (به انگلیسی: Heliopolitans)، گروهی از ایزدان در داستان‌های مصور مارول کامیکس است که از اساطیر مصر باستان برگرفته شده‌است.

## مجموعه ایزدان ۹ گانهٔهلیوپولیس
- آتوم (Atum)
- نو (آشفتگی کیهانی)
- راع (Ra)
- خپره (ایزد دگرگونی حیات)
- شو (نگاه دارنده آسمان)
- تفنوت (ایزد بانو و همسر شو)
- آنهور (قدرت آفرینندگی خورشید)
- نات (Nut) (ایزد بانوی آسمان)
- گب (ایزد زمین)
- هارماخیس (ایزد ستارگان)

## خاندان اوزیریس
- اوزیریس (Osiris)
- ایزیس (Isis)
- آنوبیس (Anubis)
- ست (Seth)
- توث (Thoth)
- هوروس (Horus)
- نفتیس
- هوروس
- هاروئریس
- بهدتی
- هرختس
- هارماخیس
- هارسی‌سیس
- هاثور
- اوپوآوت
- سشات

## ایزدان نگاهبان فراعنه و سلطنت
- سِخمت (Sekhmet)
- نخبت
- بوتو
- مونت
- آمون
- موت
- خونس
- سبک
- پتح
- سکر
- نفرتوم
- نیث
- باستت (Bast)

## ایزدان رود وبیابان
- خنوم
- هارسافس
- ساتی
- آنکوئت
- مین
- هاپی

## ایزدان زایش و مرگ
- بس (Bes)
- تائوئرت
- هکت
- مسخنت
- هاثورها
- شایی
- رنه نت
- رنپت
- سلکوئت
- فرزندان هوروس
- آمنت
- مرسگر
- داوران مردگان مصر باستان
- ماآت
- نهه

## انسان‌های ایزدگونه و فرعون-ایزد
- ایم حوتپ
- آمن حوتپ
- فرعون

## جانوران مقدس
- آپیس
- پته سوخس
- قوچ‌های مقدس مصر باستان
- بنو